# Archidiocèse d'Aparecida
→
L'archidiocèse d'Aparecida (en latin, Archidioecesis Apparitiopolitana) est une circonscription ecclésiastique de l'Église catholique au Brésil.
Son siège se situe dans la ville d'Aparecida, dans l'État de São Paulo.
Son archevêque est depuis 2016 Orlando Brandes (pt).